# Dimock (Dakota Południowa)
Dimock – miasto w Stanach Zjednoczonych, w stanie Dakota Południowa, w hrabstwie Hutchinson.